# Lac Niré
Le lac Niré est situé dans le massif du Mercantour, dans la vallée de la Gordolasque à 2 353 m d'altitude. Il est facilement accessible depuis le refuge de Nice par le sentier de grande randonnée 52.

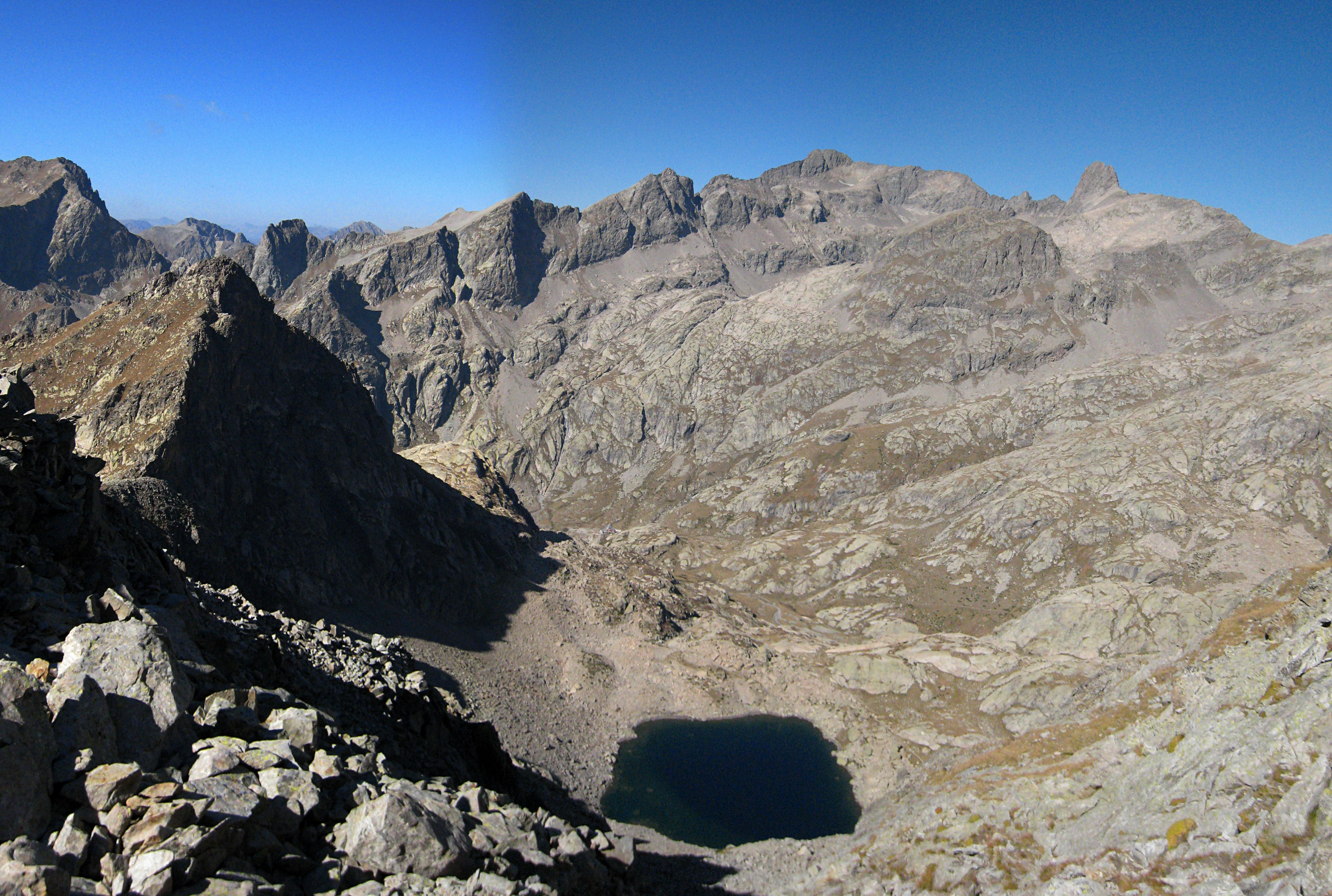
Vue du lac Niré depuis la tête du lac Autier.

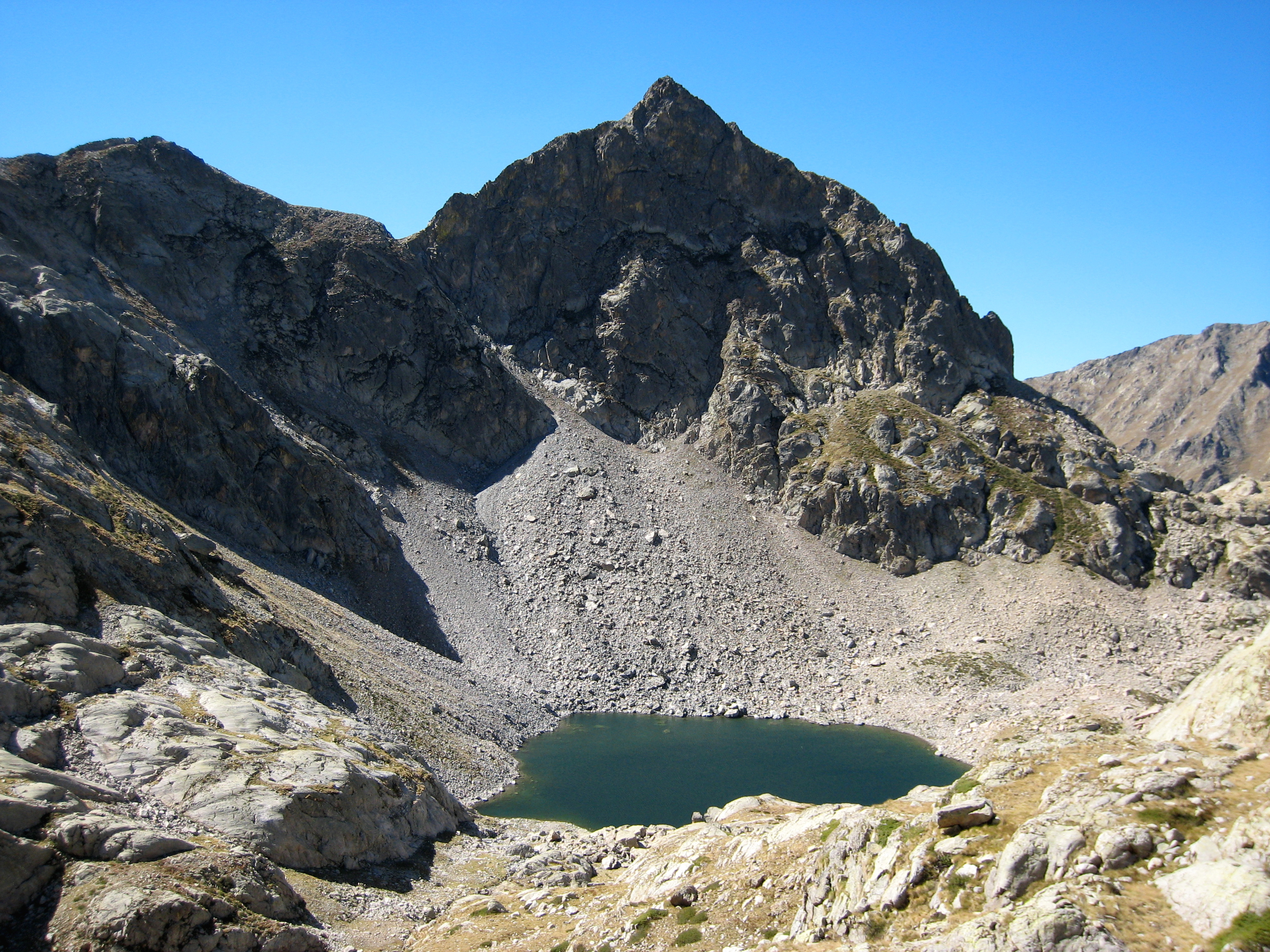
Vue du lac Niré.